# Избавление (фильм, 1972)
«Избавление» (англ. Deliverance) — американский художественный фильм, поставленный режиссёром Джоном Бурменом по одноимённому роману Джеймса Дикки. Фильм вышел на экраны в 1972 году.
В 2008 году фильм был внесён в Национальный реестр фильмов.

## Сюжет
Четверо городских мужчин, мнящих себя мужественными и отчаянными покорителями природы, решают совершить путешествие на двух каноэ по одной из рек штата Джорджия в Аппалачах. Эта территория скоро будет затоплена, и на её месте возникнет водохранилище, поэтому героям предоставляется возможность последний раз посмотреть на эти живописные места. Они просят местных жителей отогнать их машины в ближайший городок ниже по течению и начинают своё путешествие.
На второй день бурное течение реки временно разделяет друзей на две пары. Во время остановки в прибрежном лесу Эд и Бобби неожиданно встречают двух агрессивных местных жителей, один из которых вооружён ружьём. Эда привязывают к дереву, а Бобби подвергается гомосексуальному изнасилованию. Вскоре Льюис и Дрю догоняют друзей и становятся свидетелями бесчеловечного обращения с ними со стороны хиллбилли. Льюис из лука убивает одного из нападавших, тогда как второй убегает. Теперь перед четырьмя друзьями встаёт дилемма: информировать полицию о произошедшем или же тайком закопать труп и вести себя так, как будто ничего не случилось? В результате ожесточённых споров друзья, в конце концов, решают скрыть произошедшее от правосудия. Они закапывают труп и продолжают спуск по реке.
Дрю, единственный из четверых, кто выступал за обращение в полицию, сидит в лодке подавленным и не надев спасательного жилета. Вскоре на одном из опасных порогов он падает в воду, а затем оба каноэ опрокидываются, причём одно из них разбивается в щепки. Течение доносит друзей и их вещи до ущелья со спокойной водой. У Льюиса открытый перелом ноги, Эд и Бобби целы, а Дрю нигде нет и он, вероятнее всего, погиб. Льюис говорит, что в Дрю стреляли со скалы над ущельем. Предположив, что товарищ убитого горца выслеживает их, друзья решают переждать ночь в ущелье. Эд взбирается с луком на скалу, где в поединке убивает человека с ружьём, не будучи уверенным, что это именно тот самый второй горец. Его труп они с Бобби бросают в воду, привязав к нему камни. Дальше трое товарищей продолжают путь вниз по течению. По дороге они находят труп Дрю, который они также топят, потому что не смогут объяснить полиции наличие огнестрельной раны на теле Дрю.
Достигнув городка, друзья лечатся и отвечают на вопросы полиции. Чтобы полиция не начала искать выше по течению, они показывают им в качестве места крушения место неподалёку от городка. Однако полиция находит остатки каноэ выше этого места, что вызывает у неё подозрение. Кроме того, шурин местного полицейского на днях пропал без вести в лесу. Тем не менее из-за отсутствия прямых улик полиции приходится принять версию товарищей. Они разъезжаются по домам, однако Эду ночью снится кошмар о том, как на водной глади появляется рука всплывшего трупа.

## В ролях
- Джон Войт — Эд
- Бёрт Рейнольдс — Льюис
- Нед Битти — Бобби
- Ронни Кокс — Дрю
- Джеймс Дикки — шериф Баллард
- Герберт Ковард — беззубый человек
- Билл Маккинни — горец

## Награды и номинации
- 1973 — три номинации на премию «Оскар»: лучший фильм (Джон Бурмен), лучший режиссёр (Джон Бурмен), лучший монтаж (Том Пристли)
- 1973 — три номинации на премию BAFTA: лучшая операторская работа (Вилмош Жигмонд), лучший монтаж (Том Пристли), лучший саундтрек (Джим Аткинсон, Уолтер Госс, Дуг Тёрнер)
- 1973 — 5 номинаций на премию «Золотой глобус»: лучший фильм — драма, лучший режиссёр (Джон Бурмен), лучший драматический актёр (Джон Войт), лучший сценарий (Джеймс Дикки), лучшая оригинальная песня («Dueling Banjos», музыка Артура Смита, адаптация Стива Мэндела и Эрика Вайссберга)
- 1973 — номинация на премию Гильдии режиссёров США за лучшую режиссуру — Художественный фильм (Джон Бурмен)
- 1973 — номинация на премию Гильдии сценаристов США за лучшую адаптированную драму (Джеймс Дикки)

## Художественные особенности
Центральной темой фильма «Избавление» является пессимистический взгляд на взаимоотношения цивилизации (приехавшие из города герои) и природы (дикие Аппалачи с их обитателями). Природа, красота и сила которой подчёркиваются мастерской операторской работой, самым грубым образом вторгается в жизнь пришельцев, демонстрируя свою жестокую материальность: изнасилование толстяка Бобби одним из горцев (примечательно, что в одном из разговоров в начале фильма герои упоминают, что цивилизация насилует дикую природу); убийство человека при помощи примитивного оружия — лука; открытый перелом у Льюиса; неестественная поза мёртвого Дрю с рукой, закинутой за голову. При этом самый внешне отважный из героев Льюис, объявляющий своей целью выживание, оказывается лишь обузой для своих товарищей. И наоборот, довольный своей спокойной семейной жизнью Эд полностью преобразуется, стремясь выжить в столкновении с внешними обстоятельствами. Символом цивилизации, которая встречает спасшихся героев, становятся ржавые останки автомобилей на берегу реки. Однако герои не достигают подлинного избавления (несмотря на название фильма), ибо с ними остаётся чувство вины, с которым не могут справиться институты цивилизации, например религия (даже церковь «бежит» из этих мест в одной из заключительных сцен ленты).

## Съёмки
Почти половина от двухмиллионного бюджета ушла на натурные съёмки (продлившиеся два месяца), которые проходили, по большей части, в округе Рэбан штата Джорджия на реке Чаттуга (англ. Chattooga River). При этом все сцены фильма снимались в хронологическом порядке, что очень редко делается в кино. Кроме того, все четыре главных актёра работали без дублёров, даже в весьма опасных сценах. Интересно, что хотя Бобби в фильме показан как самый неуклюжий и нерасторопный, из всех четырёх актёров именно воплотивший его образ Нед Битти на момент съёмок имел опыт плаванья на каноэ.
Сцена изнасилования в сценарии состояла лишь целиком из ругательств и «визг свиньи» изначально был придуман для телевизионной версии, чтобы смягчить рейтинг. Бурмену эта идея понравилась, и он вставил этот вариант и в кино-версию. Нед Битти утверждал, что это была его идея, но Кристофер Дикки — в своих мемуарах написал, что идею предложил кто-то из членов съёмочной группы.
Эпизодическую роль шерифа в конце фильма сыграл сам автор одноимённого романа Джеймс Дикки.

## Влияние
После выхода ленты на экраны на места съёмок стали прибывать туристы, чтобы увидеть местность своими глазами. Вскоре после выхода фильма целых три турфирмы занимались исключительно такими туристами. Джимми Картер — в то время губернатор штата Джорджия — создал кинокомиссию с целью привлечения кинокомпаний для проведения в его штате натурных съёмок. Впоследствии такие ведомства появились в каждом штате.